# Samuel Taliaferro Rayburn
Samuel Taliaferro Rayburn (n. 6 ianuarie 1882, Tennessee, SUA – d. 16 noiembrie 1961, Bonham⁠(d), Texas, SUA) a fost un politician democrat din orașul Bonham, Texas. „Domnul Sam”, cum i se spunea, și-a desfășurat activitatea ca purtător de cuvânt al Camerei Reprezentanților din Statele Unite ale Americii timp de 17 ani, și este recunoscut de istorici ca fiind cel mai eficient purtător de cuvânt din istorie.